# Codolet
Codolet é uma comuna francesa na região administrativa de Occitânia, no departamento de Gard. Estende-se por uma área de 5,17 km². Em 2010 a comuna tinha 650 habitantes (densidade: 125,7 hab./km²).